# Saint-Sulpice-de-Ruffec
Saint-Sulpice-de-Ruffec – miejscowość i gmina we Francji, w regionie Nowa Akwitania, w departamencie Charente. Nazwa miejscowości pochodzi od imienia św. Sulpicjusza.
Według danych na rok 1990 gminę zamieszkiwało 46 osób, a gęstość zaludnienia wynosiła 19 osób/km² (wśród 1467 gmin regionu Poitou-Charentes Saint-Sulpice-de-Ruffec plasuje się na 921. miejscu pod względem liczby ludności, natomiast pod względem powierzchni na miejscu 1135.).